# Budva (kommun)
Budva (serbiska: Општина Будва, Будва) är en kommun i Montenegro. Den ligger i den sydvästra delen av landet vid Adriatiska havet. Antalet invånare är 13 338. Arean är 4,2 kvadratkilometer.
Terrängen i Budva är huvudsakligen kuperad, men söderut är den platt.

## Tätorter och byar
- Budva
- Bergsbyn Blizikuće